# Лициније
Флавије Галерије Валерије Лицинијан Лициније (лат. Flavius Galerius Valerius Licinianus Licinius; рођен око 250. године, погинуо 325. године) био је римски цар од 308. до 324. године. 

## Биографија
Лициније је био сељачког порекла, најверованије из античког, дачког племена Трибала које је живјело на тлу данашње Србије. Рођен је у Дакији или у Горњој Мезији. 
Лициније је био пријатељ цара Галерија, кога је пратио у његовој експедицији против Персијанаца. После смрти Севера II, Галерије је уздигао Лицинија на ранг августа на Западу, 11. новембра 308. године. Лициније је сместа добио управу над Тракијом, Илириком  и Панонијом.
Након Галеријеве смрти, маја 311. године, Лициније је власт над читавим царством поделио са Максимином Дајом. Хелеспонт и Босфор су били граница између два домена.
Марта 313. године Лициније се оженио са Флавијом Јулијом Констанцијом, полусестром Константина Великог. До брака је дошло у Милану, и том приликом цареви су издали Милански едикт којим су хришћанима вратили конфисковану имовину. Они нису христијанизовали Царство, како се често мисли, али је положај хришћана после овога био много бољи. Већ следећег месеца, Лициније је победио Максимина Дају и тако себе прогласио за цара на Истоку, док је његов шурак, Константин Велики, имао врховну власт на Западу.
Цар Лициније је био бруталан и немилосрдан владар, који је насиље тако нарочито испољавао према беспомоћним хришћанима. Као незнабожац старао се да буду поштовани идоли а такође наредио да се убију сви хришћани. Владар назван "Мучитељ" јер је био суров и пун мржње, директно је одговоран за мучења и смрт Св. Теодора Тирона 306. године. Забранио је епископима одржавање хришћанских сабора, на којима су они већали о догматским црквеним питањима. По народном предању за време његове владе у тадашњем Сингидунуму (Београду) 315. године мучени су и убијени хришћани, Свети Ермил и Стратоник.
Лициније се 316. године ставио на страну Басијана против Константина Великог. Када је његов поступак постао познат, дошло је до грађанског рата, у коме је Лициније доживео пораз у Панонији, код Цибалије (близу данашњег Осијека), 8. октобра 316. године. У међувремену, Лициније је именовао за свог савладара локалног војног заповедника дукса Валерија Валенса. Међутим, Лициније и Валерије Валенс су још једном потучени у близини Једрена, али је после нових преокрета дошло до мировних преговора. Један од услова мира била је и ликвидација Валерија Валенса. Мир је утаначен 1. марта 317. у Сердики (данашњој Софији). Лициније је тиме остао без свих европских поседа осим дијецезе Тракије.
Константин Велики је 324. започео други велики рат против Лицинија након што су односи два августа постепено погоршавани од 320. године. Нанео му је пораз а затим га је заробио у зидинама Византа. Након једног поморског пораза, дошло је до одлучне битке близу Халкедона, 18. септембра 324. године. Лициније је био заробљен и одведен у Солун где је једно време живео у кућном заробљеништву. Ипак, када је покушао да дигне устанак, Константин Велики је наредио да буде убијен заједно са својим малолетним сином Лицинијем II, Константиновим сестрићем.